# Xã North Star, Michigan
Xã North Star (tiếng Anh: North Star Township) là một xã thuộc quận Gratiot, tiểu bang Michigan, Hoa Kỳ. Năm 2010, dân số của xã này là 888 người.